# Surfaces de Scherk
Pour les articles homonymes, voir Surface.
Les deux surfaces de Scherk ont été découvertes en 1834. Il s'agissait des premières nouvelles surfaces minimales sans intersection découvertes depuis l'hélicoïde.

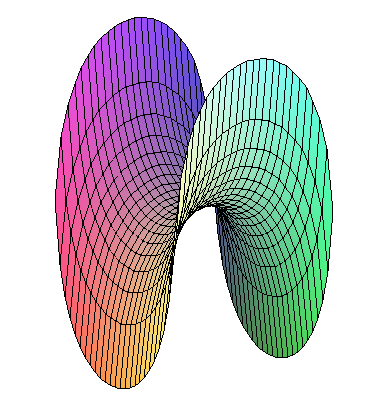
Une période de la première surface de Scherk.

La première surface de Scherk est doublement périodique, définie par l'équation implicite :
{\displaystyle e^{z}\cos y=\cos x\,}
La seconde surface de Scherk peut être écrite sous forme paramétrique :
{\displaystyle x=2\Re \left[\ln {\left(1+re^{i\theta }\right)}-\ln {\left(1-re^{i\theta }\right)}\right]}
{\displaystyle y=\Re \left[{\frac {4i}{\tan {\left(re^{i\theta }\right)}}}\right]}
{\displaystyle z=\Re \left[\ln {\left(1+r^{2}e^{2i\theta }\right)}-2i\ln {\left(1-r^{2}e^{2i\theta }\right)}\right]}
pour {\displaystyle \theta \in \left[0,2\pi \right]} et {\displaystyle r\in \left[0,1\right]}